# Orithales serraticornis
Orithales serraticornis är en skalbaggsart som först beskrevs av Gustaf von Paykull 1800.  Orithales serraticornis ingår i släktet Orithales, och familjen knäppare. Arten är reproducerande i Sverige.